# Stefano Baldini
Stefano Baldini (Castelnovo di Sotto, 1971. május 25. –) olimpiai bajnok olasz atléta, maratoni futó.

## Pályafutása
1996-ban vett részt első alkalommal az olimpiai játékokon. Atlantában három versenyszámban szerepelt. 5000 méteren nem jutott be a döntőbe, 10 000 méteren pedig tizennyolcadik lett. A maratoni távot nem teljesítette.
1997-ben másodikként zárta a londoni maratont, továbbá harmadik lett a New York City Marathonon. 1998-ban győzött a budapesti Európa-bajnokságon, valamint megnyerte a római maratont.
A sydney-i olimpián kizárólag a maraton versenyében indult, ám nem ért célba azon. Egy évvel később győzött a madridi maratonon, valamint bronzérmet szerzett a világbajnokságon. 2003-ban - 1997 után újfent - másodikként zárta a londoni maratont, továbbá ebben az évben is harmadik lett a világbajnokságon.
A 2004-es athéni olimpián érte el karrierje legnagyobb sikerét. Baldini 2.10:55-ös eredménnyel szerezte meg az aranyérmet, több mint fél perces előnnyel az amerikai Meb Keflezighi előtt. Sikeréhez nagyban hozzájárult, hogy a harminchatodik kilométeren, az addig élen álló Vanderlei de Lima elé kirohant egy ír férfi, és a nézők közé lökte a brazil futót. Lima kizökkent a ritmusból, és három kilométerrel később Baldini utolérte.
2006-ban - nyolc év után újra - első lett az Európa-bajnokságon. Ez volt pályafutása utolsó győzelme. 2008-ban elindult ugyan az olimpiai játékokon, de csak a tizenkettedik helyen ért célba.
2010 októberében vonult vissza a versenysporttól.

## Egyéni legjobbjai
- 3000 méteres síkfutás - 7:43,14 (1996)
- 5000 méteres síkfutás - 13:23,43 (1996)
- 10 000 méteres síkfutás - 27:43,98 (1996)
- 12 kilométeres futás - 33:17 (2001)
- Félmaraton - 1.00:50 (2000)
- 30 kilométeres futás - 1.29:59 (2002)
- Maratoni futás - 2.07:22 (2006)

## Magánélete
Házas, felesége Virna De Angeli futó.